# 瀬下可奈
瀬下 可奈（せしも かな、1985年8月16日 - ）は、日本の女性タレント。フロス所属。東京都出身。血液型O型。

## 来歴
元々モデル志望で芸能界入り。オーディションを受けるその頃は太っていたので、応募する前に縄跳びするなどして痩せることに努めたという。2000年4月から2001年3月までテレビ東京『おはスタ』のおはガールを務める。

## 出演

### テレビ
- おはスタ（2000年4月 - 2001年3月、テレビ東京）- 2000年度おはガール

## 書籍

### 雑誌掲載
- CANDy冬号（2000年12月21日）
- nicola

### トレーディングカード
- Oha-girl Grape トレーディングカードコレクション（2001年、小学館）ISBN 978-4099410940